# Gleb Panfilov
Gleb Panfilov (Magnitogorsk, 21 de maio de 1934 – 26 de agosto de 2023) foi um diretor de cinema e guionista russo.

## Filmografia

### Realizador
- Narodnaya militsya (1958)
- Vstavay v nash stroy! (1959)
- Nina Melovizinova (1962) (TV)
- Ubit ne na voyne (1962) (TV)
- Delo Kurta Klauzevitsa (1963) (TV)
- V ogne broda net (1967)
- Nachalo (1970)
- Proshu slova (1975)
- The Theme|Tema (1979)
- Valentina (1981)
- Vassa  (1983)
- Mat' (1989)
- Romanovy: Ventsenosnaya semya (2000)
- V kruge pervom (2006) (Mini-série televisiva)

### Guionista
- Ubit ne na voyne (1962) (TV)
- Delo Kurta Klauzevitsa (1963) (TV)
- V ogne broda net (1967)
- Nachalo  (1970)
- Proshu slova (1975)
- Chelovek, kotoromu vezlo (1978)
- Tema (1979)
- Vstrecha (1979)
- Valentina (1981)
- Vassa  (1983)
- Mat (1989)
- Romanovy: Ventsenosnaya semya (2000)